# Le cœur a ses raisons (film, 2012)
Pour les articles homonymes, voir Le cœur a ses raisons.
Pour plus de détails, voir Fiche technique et Distribution.
Le cœur a ses raisons (hébreu : למלא את החלל (Lemale et ha'ḥalal) est un film israélien écrit et réalisé par Rama Burshtein, sorti en 2012.
Le film se déroule dans la communauté juive hassidique de Tel Aviv, en Israël.
Selon la réalisatrice, ce film ne ciblait pas un public hassidique, cette branche du judaïsme étant méfiante envers le cinéma – elle assure néanmoins s'être assuré de l'accord de son rabbin et avoir reçu de nombreux témoignages favorables de membres de sa communauté. Ce regard singulier a été rendu possible par le parcours spécifique de Rama Burshtein, qui est née juive mais n'était pas religieuse, et a poursuivi des études de cinéma, avant de devenir juive orthodoxe à l'âge de 26 ans.

## Synopsis
La famille aisée du rabbi Aaron est frappée par la tragédie, lorsque la fille ainée Esther meurt en couches. La fille cadette Shira, âgée de 18 ans, est poussée par sa mère à épouser le mari de sa sœur décédée.

## Fiche technique
- Titre : Le cœur a ses raisons
- Titre original : למלא את החלל (Lemale et ha'ḥalal)
- Titre international : Fill the Void
- Réalisation : Rama Burshtein
- Scénario : Rama Burshtein et Yigal Bursztyn
- Production : Assaf Amir et Chayim Sharir
- Pays d'origine : Israël
- Genre : Drame
- Durée : 90 minutes
- Dates de sortie :
  -  Italie : 1er septembre 2012 (Festival de Venise)
  -  Israël : 18 octobre 2012
  -  Pologne : 27 novembre 2012[2]
  -  France : 1er mai 2013

## Distribution
- Hadas Yaron : Shira Mendelman
- Yiftach Klein : Yochaï Mendelman
- Irit Sheleg : Rivka Mendelman
- Chaim Sharir : Aaron
- Razia Israeli : tante Hanna
- Hila Feldman : Frieda
- Renana Raz : Esther Mendelman
- Ido Samuel : Yossi Mendelman
- Yael Tal : Shiffi
- Michael David Weigl : Shtreicher
- Ido Samuel : Yossi
- Neta Moran : Bilha
- Melech Thal : le rabbin

## Analyse
Le thème étant le mariage dans une société « aux règles rigides et claires », Rama Burshtein se réclame de Jane Austen pour décrire l’univers dans lequel évoluent ses personnages, lesquels « ne cherchent pas le moyen de s’en échapper, mais d’y vivre ».

## Distinctions

### Récompenses
- Mostra de Venise 2012 : Coupe Volpi de la meilleure actrice pour Hadas Yaron[4]
- Festival international du film de Palm Springs 2012 : Prix FIPRESCI du meilleur film en langue étrangère
- Prix du cinéma européen 2013 : Meilleure photographie pour Asaf Sudry

### Nominations
- Festival international du film de Jérusalem 2012
- Festival du film de New York 2012
- Festival international du film de São Paulo 2012
- Festival international du film de Thessalonique 2012
- Festival du film de Sundance 2012
- Festival international du film de Göteborg 2012
- Discovery Zone Film Festival Luxembourg 2012
- Festival du film juif du New Jersey 2012
- Festival international du film de San Francisco 2012